# آدم دنيس
آدم دنيس هو لاعب هوكي الجليد كندي، ولد في 8 فبراير 1985 في تورونتو في كندا.

## وصلات خارجية
- آدم دنيس على موقع دوري الهوكي الوطني (الإنجليزية)
- آدم دنيس على موقع EliteProspects.com (الإنجليزية)
- آدم دنيس على موقع Eurohockey.com (الإنجليزية)
- آدم دنيس على موقع HockeyDB.com (الإنجليزية)